# نافرمانی (فیلم ۲۰۱۷)
نافرمانی (انگلیسی: Disobedience) فیلمی در ژانر درام و رمانتیک به کارگردانی سباستین للیو، ساخته شده در سال ۲۰۱۷ و محصول مشترک کشورهای آمریکا، انگلیس و ایرلند است. فیلمنامه این فیلم توسط سباستین للیو و ربکا لینکویچ بر اساس رمانی به همین نام نوشته نیومی آلدرمن به رشته تحریر درآمده است. از جمله بازیگران فیلم می‌توان به ریچل وایس، ریچل مک‌آدامز و آلساندرو نیوولا اشاره کرد.
نخستین نمایش نافرمانی در طی جشنواره بین‌المللی فیلم تورنتو بود که با استقبال منتقدان همراه شد. فیلم در تاریخ ۲۷ آوریل ۲۰۱۸ در آمریکا توسط کمپانی بلیکر استریت اکران شد. همچنین نافرمانی در تاریخ ۲۴ اوت ۲۰۱۸ نیز توسط شرکت کوروزن آرفتیشیال آیز در انگلستان اکران سراسری شد.

## بازیگران
- ریچل وایس در نقش رونیت کروشکا
- ریچل مک‌آدامز در نقش ایستی کوپرمن
- آلساندرو نیوولا در نقش رابی دوید کوپرمن
- آنتون لسر در نقش راو کروشکا
- آلن کوردانر در نقش عمو موش
- نیکلاس وودسون در نقش رابی گلدفرب
- لیزا سادوی در نقش ربکز گلدفرب
- کلارا فرانسیس در نقش هیندا
- نیکلاس وودسان

## ساخت
نیومی آلدرمن اولین رمان خود را با عنوان نافرمانی در سال ۲۰۰۶ نوشت. داستان رمان دربارهٔ زنی ۳۲ ساله و متعلق به فرقه یهودیت ارتدکس بنام رونیت بود که با گذشته‌ای تلخ از نیویورک به زادگاهش لندن بازمی‌گشت و در آنجا با زنی بنام ایستی وارد رابطه ای عاشقانه می‌شد که این مسئله سبب بروز بحران در خانواده مذهبی او می‌شد. رمان با استقبال مواجه شد و از همان موقع افرادی سعی در ساخت نسخه سینمایی آن داشتند. در تاریخ ۲۹ سپتامبر ۲۰۱۶ خبر رسید که ریچل وایس که از طرفداران رمان نیز است در گفتگو با آلدرمن موفق به جلب رضایت او برای ساخت فیلم شده‌است. وایز به‌طور همزمان تهیه‌کنندگی و بازی در نقش اول را نیز بر عهده گرفت. اد ججیونی به عنوان دیگر تهیه‌کننده کار معرفی شد. مدتی بعد نیز خبر رسید که سباستین للیو کارگردانی فیلم را قبول کرده‌است. خود للیو به همراه ربکا لینکویچ فیلمنامه اقتباسی را نوشتند. در تاریخ ۴ اکتبر ۲۰۱۶ اعلام شد که ریچل مک‌آدامز برای بازی در فیلم قرارداد امضا کرده‌است.آلساندرو نیوولا آخرین بازیگری بود که در تاریخ ۷ دسامبر ۲۰۱۶ به پروژه پیوست. فیلمبرداری اوایل ژانویه ۲۰۱۷ در کریکوود آغاز شد. متیو هربرت نیز وظیفه ساخت موسیقی فیلم را برعهده دارد.

## اکران
در مه ۲۰۱۷ کمپانی کوروزن آرفتیشیال آیز و سونی پیکچرز حق پخش فیلم در انگلستان را خریداری کردند. فیلم اولین نمایش خود را در سپتامبر ۲۰۱۷ در جریان جشنواره بین‌المللی فیلم تورنتو تجربه کرد. مدتی بعد هم بلیکر استریت حق پخش فیلم در آمریکا را خریداری کرد. نافرمانی ۲۷ آوریل ۲۰۱۸ در آمریکا اکران شد و ۲۴ اوت ۲۰۱۸ در بریتانیا به روی پرده رفت.

## بازخورد

### باکس آفیس
نافرمانی اکران حدود خود را تنها در پنج سالن و در شهرهای نیویورک و لس آنجلس آغاز کرد و موفق شد در اولین هفته خود ۲۴۱٬۲۷۶ هزار دلار فروش کند، یعنی به‌طور متوسط در هر سینما ۴۸ هزار دلار فروخته‌است. بدین ترتیب بعد از فیلم‌های جزیره سگ‌ها، انتقام‌جویان: جنگ ابدیت و پلنگ سیاه، نافرمانی تا آوریل ۲۰۱۸ چهارمین فیلم پرفروش از نظر فروش سانس‌های سینما در آمریکا بود.

### منتقدان
نافرمانی با واکنش‌های بسیار خوبی از سوی منتقدان مواجه شد. راتن تومیتوز گزارش کرد که ۸۴٪ منتقدان نسبت به فیلم نظر مثبتی داشته‌اند که این درصد از روی ۲۰۹ نقد به‌دست آمده که در مجموع نمره ۷٫۲۰/۱۰ را نصیب فیلم می‌کند. اجماع منتقدان این وبگاه نوشت: «نافرمانی انواع مختلفی از موضوعات تأمل‌برانگیز را بررسی می‌کند که با کار جذاب ریچل وایس، ریچل مک‌آدامز، و آلساندرو نیوولا تقویت شده‌است.» فیلم در سایت متاکریتیک نیز نمره ۷۴/۱۰۰ را دریافت کرده که این میانگین از روی ۳۸ نقد به‌دست آمده که به معنای «نقدهای عموماً مطلوب» است.
دیوید رونی در هالیوود ریپورتر نظر مثبتی داشت و دربارهٔ فیلم نوشت: «ریچل وایس، ریچل مک‌آدامز و آلساندرو نیوولا یک مثلث عاشقانه قدرتمند خلق کرده‌اند که به زیبایی عمل می‌کند. نافرمانی درامی بسیار عمیق است که فیلمنامه اش با دقت زیادی مهندسی شده‌است.» همچنین اندرو بیکر در ورایتی نیز واکنش نسبتی به فیلم داشت و در نوشته‌ای از قدرت بازیگری و کارگردانی فیلم تقدیر کرد.